# Helmut Kraatz
Helmut Willi Richard Kraatz (* 6. August 1902 in Wittenberg; † 13. Juni 1983 in Berlin) war ein deutscher Gynäkologe und Geburtshelfer.

## Leben

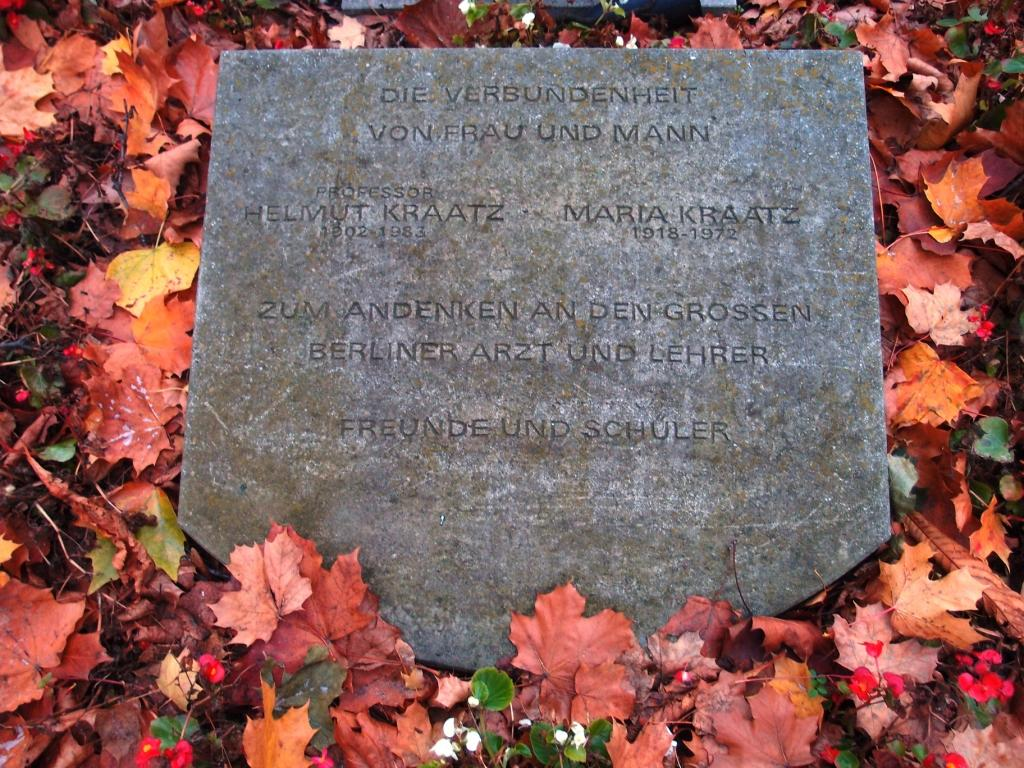
Erinnerung an Helmut Kraatz, St. Petri-Luisenstadt-Kirchhof, Berlin-Friedrichshain

Helmut Kraatz wurde am 6. August 1902 in Wittenberg in der Schlossstraße 3 als Sohn des Bäckermeisters Wilhelm Kraatz geboren. Nach dem Besuch der Wittenberger Mittelschule und des Wittenberger Melanchthon-Gymnasiums nahm er 1922 ein Medizinstudium in Halle (Saale), Berlin und Heidelberg auf. Während seines Studiums wurde er 1922 Mitglied der Burschenschaft Allemannia Heidelberg. 1928 legte er sein Staatsexamen ab und promovierte zum Dr. med. an der Universität Heidelberg.
Im Anschluss daran betätigte er sich als Medizinpraktikant, später als Assistenzarzt am St.-Georg-Krankenhaus in Hamburg. 1929 erfolgte seine Approbation in Karlsruhe, und er wurde Schiffsarzt bei der HAPAG-Hamburg. 1930 wurde er Assistenzarzt an der Universitätsfrauenklinik der Charité in Berlin, womit seine wissenschaftliche Tätigkeit begann. Nach der Machtergreifung der Nationalsozialisten trat er 1933 der SA bei. Nach der Lockerung der Aufnahmesperre beantragte er am 17. Juni 1937 die Aufnahme in die NSDAP und wurde rückwirkend zum 1. Mai desselben Jahres aufgenommen (Mitgliedsnummer 4.157.091). 1939 wurde er als Facharzt für Frauenheilkunde Oberarzt und stellvertretender Direktor der Universitätsfrauenklinik Berlin unter Walter Stoeckel. Kraatz habilitierte sich 1940 an der heutigen Humboldt-Universität Berlin. Im Zweiten Weltkrieg war er von 1940 bis 1944 Marinearzt.
1948 erhielt er eine Professur mit Lehrauftrag an der Humboldt-Universität Berlin. 1949 wurde er als Lehrstuhlinhaber  für Gynäkologie und Geburtshilfe an die Universität Halle (Saale) berufen, wo er von 1950 bis 1951 Dekan der medizinischen Fakultät war. 1951 übernahm er den Lehrstuhl für Frauenheilkunde und die Leitung der Universitäts-Frauenklinik der Charité, wo er von 1954 bis 1956 Dekan der Medizinischen Fakultät der Humboldt-Universität war. Im Jahr 1953 wurde er zum Mitglied der Leopoldina gewählt, seit 1956 gehörte er der Akademie der Wissenschaften an. Ab 1959 war er gemeinsam mit Gustav Döderlein für zwölf Jahre Herausgeber des Zentralblatts für  Gynäkologie. 1961 wurde er zum Inhaber des Lehrstuhls für Frauenkrankheiten und Geburtshilfe berufen. Er war in vielen Gremien des Gesundheitswesens der DDR und des Auslandes aktiv und galt als der bedeutendste Gynäkologe der DDR. Nach der Emeritierung 1970 wirkte er seit 1972 als Mitglied des Präsidiums des Kulturbundes der DDR und als Vorsitzender des Clubs der Kulturschaffenden „Johannes R. Becher“.

## Auszeichnungen
Durch den Wiederaufbau der Frauenkliniken in Halle und Berlin sowie durch seine Kompetenz in der Gynäkologie, erhielt er verschiedene Auszeichnungen, so 1956 den Goethepreis der Stadt Berlin und der Humboldt-Universität, 1960 den Nationalpreis der DDR II. Klasse, 1962 den Vaterländischen Verdienstorden in Silber, 1972 in Gold sowie 1977 die Ehrenspange zum Vaterländischen Verdienstorden in Gold und die Ehrenplakette des Ministers für Hoch- und Fachschulwesen der DDR für „Verdienste um die Hoch- und Fachschulfortbildung“, 1963 die Pirogow-Medaille der Akademie der medizinischen Wissenschaften der UdSSR, 1970 Verleihung des akademischen Grades Dr. sc. med. durch den wissenschaftlichen Rat der Universität Berlin, 1972 Ehrenpromotion zum Dr. med. durch den wissenschaftlichen Rat der Universität Berlin und viele andere in- und ausländische Ehrungen mehr.
Nach seinem Tode am 13. Juni 1983 in Berlin wurde 1985 der Helmut-Kraatz-Preis gestiftet. Dieser wurde vom verstorbenen Wissenschaftler für Gelehrte, die wesentliche Verdienste an der Entwicklung des Fachgebietes Gynäkologie haben, testamentarisch geschaffen.

## Publikationen (Auswahl)
- Zwischen Klinik und Hörsaal: Ein Frauenarzt sieht sich in seiner Zeit. Eine Autobiographie. Verlag der Nation, Berlin (Ost) 1977, ISBN 3-373-00220-6.

## Trivia
In der 2021 in Das Erste ausgestrahlten dritten Staffel der TV-Serie Charité wird Helmut Kraatz von Uwe Ochsenknecht porträtiert.